# Angelo Capranica
Angelo Capranica, surnommé le cardinal de Rieti (né à Capranica Prenestina, alors dans les États pontificaux, vers 1415, et mort le 3 juillet 1478 à Rome) est un cardinal italien du XVe siècle. Il est le frère du cardinal Domenico Capranica (1423).

## Biographie
Angelo Capranica est gouverneur de Cesena. Il est nommé archevêque de Manfredonia en 1438, transféré à Ascoli Piceno en 1447 et à Rieti en 1450. Il est abbé commendataire de l'abbaye de S. Eutitius à Spolète et est nommé gouverneur de Bologne en 1458. En 1459 Capranica est chargé avec l'enquête pour la canonisation de Bernardin de Sienne, notamment à Aquilée et à Sienne. Après la mort de son frère-cardinal, il agrandit son palais et y fait une résidence pour les étudiants, le Collegio Capranica.
Le pape Pie II le crée cardinal lors du consistoire du 5 mars 1460. Le cardinal Capranica est nommé légat apostolique à Bologne en 1460. En 1473 il est nommé archevêque de Fermo. Il est abbé commendataire de S. Bartolomeo à Ferrare, de S. Sofia à Bénévent et de S. Giovanni degli Eremiti à Palerme. Capranica réintroduit l'ordre des cisterciens en Italie. 
Capranica participe au conclave de 1464, qui vaut l'élection de Paul II, et à celui de 1471, qui voit l'élection de Sixte IV.